# Бојанци
Бојанци (словен. Bojanci) село у општини Чрномељ у Републици Словенији.
По последњем попису из 2011. године село Бојанци имало је 84 становника. Село је значајно као једно од 5 села Беле Крајине и целе Словеније, насељених Србима током неколико протеклих векова.

## Историја
Село су установили ускоци који су се наводно доселили са рејона реке Бојане у Црној Гори. Прве породице су били Кордићи, Радојчићи и Врлинићи. Село је било у склопу Војне крајине, која је служила као погранични појас против турским упадима. Православни вјерници су склапали брак искључиво са православним верницима. Крајем 19. и 20. века се доста Ускока иселило у Америку.
Бојанци су почетком 20. века у политичком погледу у саставу Адлешићке општине. Године 1912. у селу је било 220 православних душа које су живеле у 45 кућа. То је најмања српска насеобина у Белој Крајини. Имало је словеначку народну школу и православну цркву. У духовном погледу припадали су православци парохији у Мариндолу, одакле су долазили свештеници по "треби".
Мештани Срби су одувек добро живели, јер су се бавили трговином жита, радећи као веште кириџије. Превозили су товаре жита од Карловца до Кочевја. Почетком 20. века истицали су се прометом стоке, коју су куповали по Белој Крајини и Хрватској, па препродавали у "Црној Крајини" и Трсту.

## Духовни живот
Село је врло богато са српским обичајима. Код села Милићи се налази православни храм. Године 1879. село је било парохијска филијала парохије у Мариндолу, одакле је долазио свештеник по потреби. 
Српска православна црква: Храм посвећен Усековању главе Светог Јована Претече, сазидан почетком 18. века, оправљан 1926. године, и обновљен 2006. године од стране Завода за заштиту споменика културе из Чрномеља. Потребна је обнова у унутрашњости храма.
У месту је 1878. године отворена "Општа пучка школа" у којој је први учитељ био Јован Вукелић. Школу је похађало 1879. године седам ученика Срба, који су "одговарали" током литургије у цркви, јер није било одраслих појаца.
Бојанци са сусједним селима Милићи, Мариндол и Пауновићи предстаљају села ускока у словенској Бели крајини. Почетком 20. века село је парохијска филијала парохије Мариндол.

## Демографија
Етнички састав 1991:
- Срби: 47 (46,1%)
- Словенци: 18 (17,6%)
- Југословени: 14 (13,7%)
- Муслимани: 3 (2,9%)
- Хрвати: 1 (1%)
- Непознато: 19 (18,6%)